# Мінерали гідатогенні
Мінерали гідатогенні (рос. минералы гидатогенные, англ. hydatogenous minerals; нім. hydatogene Minerale n pl) – мінерали, які утворилися з водних розчинів. Розрізняють гідатогенні мінерали осадові, метаморфічні і магматичні.
Мінерали гідатогенні відрізняються вмістом гідроксилу або будь-якої леткої хімічної сполуки, або тим, що для їх утворення, як доводять досліди, обов'язкова присутність при кристалізації води або летких сполук.
Гідатогенні мінерали просутні не тільки на Землі, але й у космосі. Так японський космічний апарат «Хаябуса-2» виявив гідатогенні мінерали на астероїді Рюгу.